# Maryville (Illinois)
Maryville es una villa ubicada en el condado de Madison en el estado estadounidense de Illinois. En el Censo de 2010 tenía una población de 7487 habitantes y una densidad poblacional de 533,55 personas por km².

## Geografía
Maryville se encuentra ubicada en las coordenadas 38°43′36″N 89°57′56″O / 38.72667, -89.96556. Según la Oficina del Censo de los Estados Unidos, Maryville tiene una superficie total de 14.03 km², de la cual 13.83 km² corresponden a tierra firme y (1.44%) 0.2 km² es agua.

## Demografía
Según el censo de 2010, había 7487 personas residiendo en Maryville. La densidad de población era de 533,55 hab./km². De los 7487 habitantes, Maryville estaba compuesto por el 91.97% blancos, el 3.91% eran afroamericanos, el 0.2% eran amerindios, el 1.72% eran asiáticos, el 0% eran isleños del Pacífico, el 0.49% eran de otras razas y el 1.7% pertenecían a dos o más razas. Del total de la población el 2.48% eran hispanos o latinos de cualquier raza.